# Є Шивень
Є Шивень  (кит.: 叶 诗文, 1 березня 1996) — китайська плавчиня, олімпійська чемпіонка.

## Виступи на Олімпіадах
| Олімпіада   | Дисципліна                      | Місце |
| ----------- | ------------------------------- | ----- |
| Лондон 2012 | естафета 4 × 200 вільним стилем | 6     |
| Лондон 2012 | 200 метрів, комплексне плавання | 1     |
| Лондон 2012 | 400 метрів, комплексне плавання | 1     |